# Холокост на территории СССР
Холокост на территории СССР включал систематическое преследование и истребление евреев немецкими нацистами, их союзниками и коллаборационистами на оккупированной территории СССР во время Великой Отечественной войны.
Численность советских евреев, оказавшихся на территории, оккупированной немцами, составила 2,75—2,90 млн человек, большинство из них погибли.

## Эвакуация на Восток
После нападения Германии на СССР и оккупации западной части страны, проживавшие на территории СССР евреи оказались жертвами нацистских преследований. Некоторая часть из них успела эвакуироваться на восток и юг страны. Сотрудник Иерусалимского университета С. Швейбиш писал, что к началу войны в СССР проживало (без учёта еврейских беженцев из Польши и Румынии и с учётом территорий, присоединённых к СССР начиная с сентября 1939 года) 4855 тыс. евреев, в том числе 4095 тыс. на территории, которая во время войны подверглась оккупации. Из них в советский тыл были эвакуированы 1200—1400 тыс. евреев. По данным историка Дова Левина число уехавших в эвакуацию составило 1—1,5 млн человек. Историк Альберт Каганович в монографии «„Ташкентский фронт“: Еврейские беженцы в советском тылу» 2023 года считает, что с учётом бегства евреев в том числе из тех мест, которые так и не подверглись оккупации, общее число еврейских беженцев составило свыше 2 млн человек. При этом из присоединённых к СССР после 1939 года западных территорий, где проживало более 2 млн евреев, сумели эвакуироваться не более 100 тысяч.
Исследователь Соломон Шварц, автор вышедшей в 1966 году в Нью-Йорке книги «Евреи в Советском Союзе с начала Второй мировой войны», утверждал, что в СССР ничего не было сделано для своевременной эвакуации и спасения евреев от нацистов с этих территорий. Однако историк Марина Потёмкина считает, что идея о том, что в СССР ничего не было сделано для эвакуации евреев, искажает действительность. По данным Центрального статистического управления СССР, из учтённого по спискам на 15 сентября 1941 года населения, подлежащего эвакуации (кроме детей из эвакуированных детских учреждений), доля евреев составляла 24,8 % (второе место после русских — 52,9 %) Таким образом, процент эвакуированных от общей численности еврейского населения, проживавшего в западных областях СССР, был выше, чем у представителей других народов, кроме русского. Дов Левин утверждает, что решение об эвакуации вообще не сказалось на судьбе евреев территорий, аннексированных СССР в 1939 году, поскольку оно было принято когда большая часть этих территорий уже была захвачена немцами. В свою очередь, Альберт Каганович пишет, что ряд постсоветских авторов, включая Потёмкину, придерживаются патриотического принципа «не выносить сор из избы» и целенаправленно пропагандируют приукрашенную концепцию «успешной абсорбции» беженцев.
Как эвакуированные по приказу правительства СССР, так и бежавшие по собственной инициативе могли пользоваться услугами 128 эвакопунктов, 100 станций помощи беженцам и сотен пунктов выдачи кипятка, распределённых по путям следования из приграничных регионов на восток вплоть до Уральских гор. Известны, однако, и попытки насильственного препятствования эвакуации населения, особенно в условиях быстрого продвижения немецких войск и нарастания управленческого хаоса. Тысячи эвакуированных были задержаны на старой советско-польской, советско-латвийской и т. д. границах и советские солдаты угрожали им расстрелом, если они попытаются добираться во внутренние районы СССР. В других местах (например, в Бессарабии) власти и военные оказывали содействие евреям, которые как организованно так и стихийно уходили на восток.
Существовали проблемы и с транспортировкой и расселением беженцев уже после выезда из западных районов СССР: многим приходилось дожидаться поездов в течение нескольких дней или даже недель (на начало 1941 года на 5-6 узловых станциях Казахстана находились 49-45 тыс. человек, в том числе в Джамбуле — 12-15 тыс.); высока была смертность в пути (в феврале 1942 г. при переезде из Ленинграда в Сталинск Новосибирской области умерло 26 из 240 студентов ремесленного училища). Известны случаи принудительной депортации беженцев: так, 25 ноября-5 декабря 1941 года из Узбекистана в казахские колхозы депортировано 36500 беженцев из числа бывших польских граждан, а 8 декабря 1941 года скопившихся на железнодорожных станциях Казахстана 21500 беженцев отправили в колхозы юга Киргизии. Несмотря на то, что подавляющее большинство еврейских беженцев не имели опыта тяжёлых сельскохозяйственных работ, расселённые в колхозы люди получали продовольствие только при условии работы в колхозах. Обеспечение жильём зачастую производилось путём принудительного подселения к местным жителям. Случались эпидемии малярии, брюшного и сыпного тифа, дизентерии, кори, скарлатины. Вопреки усилиям центральных властей, беженцы часто сталкивались с бытовым антисемитизмом среди населения и местных партийных органов.
Отмечая факт сравнительно высокого количества эвакуированных евреев, исследователи указывают на то, что эвакуация проводилась в районах бывшей «черты оседлости», где евреев изначально было больше, чем в других районах страны. Дов Левин предполагает, что тот факт, что многие евреи состояли в компартии, а эвакуация партийного и комсомольского актива считалась одним из приоритетов для советского правительства (так, из оккупированной в течение всего трёх дней Литовской ССР удалось вывезти 55,2 % всех членов местной компартии — 2553 человека) влиял на повышение процента евреев среди эвакуированных по сравнению с процентом в популяции. Обобщая ситуацию, Левин резюмирует, что «принятый в просоветских кругах взгляд, согласно которому советское правительство в годы Второй мировой войны организованно спасало своих еврейских граждан, не имеет под собой никаких оснований».
Павел Полян пишет, что после присоединения Западной Белоруссии и Западной Украины в результате раздела Польши между Германией и СССР в 1939 году состоялись две депортации осадников и членов их семей, некоторую часть депортированных составили евреи. Кроме того, в июне 1940 года беженцы (среди которых большую часть составляли евреи), которые смогли бежать с территорий занятых Германией и попасть в СССР, также были депортированы в Западную Сибирь. Всего в Сибирь было депортировано 70-90 тысяч человек, из которых 85-90 % были евреями. Фактически эта депортация спасла им жизнь.
Не все евреи пытались эвакуироваться на Восток. Для одних помехой становилась физическая невозможность (чаще других на местах оставляли стариков и инвалидов). Другие (особенно противники советского режима) не верили слухам о жестоком обращении нацистов с евреями, а старшее поколение, помнившее Первую мировую войну, вспоминало в целом уважительное обращение немецкой армии того времени с еврейским населением. Третьи до последнего верили заверениям советской власти в том, что любая война будет вестись «малой кровью на чужой территории». Наконец, многие уезжали из страха не перед наступавшими войсками, а перед местным населением, боясь повторения стихийных погромов в условиях безвластия (особенно это касается евреев Украины, помнивших печальный опыт погромов времён Гражданской войны). Опросы выехавших евреев, пребывавших на момент начала войны в юношеском возрасте, также обнаружили, что весомым аргументом, убеждавшим их в правдивости слухов об обращении нацистов с евреями, для многих из них стал советский фильм «Профессор Мамлок» (1938).

## Периодизация Холокоста
Илья Альтман выделяет следующие этапы в осуществлении Холокоста на территории СССР:
1. 22 июня 1941 (нападение на СССР) — январь 1942 (Ванзейская конференция)
2. февраль 1942 — осень 1943 (ликвидация гетто и рабочих лагерей в немецких зонах оккупации)
3. зима 1943/1944 — осень 1944 (перевод уцелевших евреев в концлагеря и полное освобождение от евреев оккупированной территории СССР)

Ицхак Арад рассматривает три этапа в следующих интервалах:
1. 22 июня 1941 (нападение на СССР) — февраль 1942. За это время были убиты большинство евреев Литвы, Латвии, Эстонии, Молдавии, почти все евреи восточной Белоруссии, восточной Украины и занятых немцами районов РСФСР.
2. весна 1942 — декабрь 1942. Уничтожено большинство евреев Западной Украины и Западной Белоруссии, а также южных районов РСФСР, оккупированных летом 1942 года.
3. январь 1943 — конец лета 1944. Уничтожение немцами оставшихся евреев на оккупированных территориях перед отступлением.

Аналогичной с Арадом периодизации придерживается также профессор Аркадий Лейзеров
Немецкий профессор истории Петер Лонгерих выделяет также две стадии уничтожения в начале войны. В течение первых 6 недель немецкие отчёты на эту тему были посвящены еврейским погромам, инициированным немцами, но проходящим без прямого немецкого участия, а также массовым расстрелам гражданского населения — в основном, евреев-мужчин. Расстрел всех евреев без разбора, включая женщин и детей, начался с августа 1941 года.

## Ход уничтожения

### Первый этап
Еврейское население СССР уничтожалось, как правило, непосредственно в местах его проживания т. н. айнзатцгруппами (нем. Einsatzgruppen) СС, а также украинскими и прибалтийскими коллаборационистами.
Уничтожением евреев в оккупированной Одесской области занимались румынские войска.
На этом этапе основным методом уничтожения евреев были массовые расстрелы. (см. Холокост в Одессе)
Уже в конце июля 1941 г. в Каунасе были убиты немцами и их литовскими пособниками тысячи евреев; из 60 тыс. евреев Вильнюса около 45 тыс. погибли в ходе массовых расстрелов в оврагах около Понар, продолжавшихся до конца 1941 г.
Волна убийств прокатилась по всей Литве.
К началу 1942 г. остатки еврейских общин сохранялись лишь в городах Каунас, Вильнюс, Шяуляй и Швянчёнис.
В Латвии в течение нескольких недель было уничтожено всё еврейское население провинциальных городов; сохранились лишь общины Даугавпилса, Риги и Лиепаи.
Из тридцати трёх тысяч евреев Риги двадцать семь тысяч были убиты в конце ноября — начале декабря 1941 г.
Примерно тогда же были истреблены евреи Даугавпилса и Лиепаи.
Значительной части немногочисленного еврейского населения Эстонии, насчитывавшего в 1940 году примерно 4,5 тыс. человек, удалось избежать гибели. Так 14 июня 1941 года, всего за 8 дней до войны, примерно 500 евреев вместе с 10 тыс. эстонцев были депортированы органами НКВД в Сибирь, около 500 еврейских мужчин были мобилизованы в Красную армию или вступили в истребительные батальоны. Из оставшихся в Эстонии 3,5 тыс. евреев только около 950 человек не смогли или не захотели эвакуироваться, помня жестокость сотрудников советских силовых структур, проявленную в ходе недавней депортации, и наивно полагались на гуманизм немецких оккупационных властей. Примерно 2-2,5 тысячам эстонских евреев удалось эвакуироваться во внутренние регионы Советского Союза, чему способствовал тот факт, что немцы заняли Таллин только 28 августа 1941. 929 оставшихся в Эстонии евреев были расстреляны ещё до конца 1941 года силами прибывшей из Риги Зондеркоманды 1a (в составе Айнзатцгруппы A) под руководством штандартенфюрера СС Мартина Зандбергера. Расстрелы происходили в Таллине, Тарту и Пярну, в некоторых из них принимали участие и члены эстонской военизированной организации «Омакайтсе». Эстония была первой и единственной страной Европы, ставшей «свободной от евреев» (нем. «Judenfrei»), о чём было доложено в Берлин в феврале 1942 года. По данным Международной комиссии Эстонии по расследованию преступлений против человечности, войну в Эстонии пережили не больше 12 евреев.
В Белоруссии лишь немногим евреям удалось эвакуироваться вглубь страны. 27 июня 1941 г. в Белостоке были убиты две тысячи евреев, а спустя несколько дней — ещё несколько тысяч. В течение пяти дней около 80 тыс. евреев Минска и его окрестностей были сконцентрированы в гетто (создано 20 июля 1941 г.). До начала зимы свыше 50 тыс. человек были убиты. В первые месяцы оккупации было истреблено также большинство евреев Витебска, Гомеля, Бобруйска и Могилёва. Двенадцать из двадцати трёх гетто, созданных в Белоруссии и в оккупированных частях РСФСР (главным образом в Смоленской области), были ликвидированы до конца 1941 г., а ещё шесть — в первые месяцы 1942 г.
На Западной Украине немцы, украинские националисты и население устроили погромы уже в конце июня — начале июля 1941 г. Во Львове 30 июня — 3 июля в ходе погрома было убито четыре тысячи евреев, а 25—27 июля — около двух тысяч. Спустя несколько дней после захвата немцами Луцка там было убито две тысячи евреев; из двадцати семи тысяч евреев Ровно двадцать одна тысяча была убита в ноябре 1941 г.
Как отмечает профессор Парижского университета Дельфин Бештель, после вторжения Германии в СССР погромы произошли практически в каждом городе и деревне Галиции. Погромы отличались крайней жестокостью, евреев повсюду убивали хозяйственными инструментами — топорами, серпами и т. п. Иногда убивали только мужчин, но иногда также женщин, стариков и детей. Волны насилия прокатились в конце июня и в течение июля, иногда даже до вступления немецких войск, в половине случае немцы даже в них не участвовали. Погромы часто проходили, когда обнаруживались трупы заключённых в местных тюрьмах НКВД, но не всегда: опорные пункты чекистов были только в половине городов и совсем их не было в далёких деревнях. Евреев в таких случаях заставляли эксгумировать трупы, иногда их вынуждали лизать трупы и пить воду, которой обмывали мёртвые тела. Затем их забивали до смерти и закапывали в тех же ямах. Большинство погромов проходило при участии украинских элит (священников, юристов, фармацевтов, студентов). В погромах принимали участие прибывшие с вермахтом походные группы ОУН и сформированные отряды украинских националистов.
Евреи центральной и восточной Украины, которым не удалось эвакуироваться до прихода немцев, попали в руки нацистов и разделили участь еврейского населения восточноевропейских областей (см., например, Бабий Яр в Киеве, Богдановка в Николаевской области, Дробицкий яр в Харькове). Стремительное наступление немецких войск на восток и оккупация ими обширных территорий СССР привели к тому, что под власть нацистов попала часть евреев, сумевших эвакуироваться из западных районов страны в начале военных действий. Их постигла общая участь еврейского населения оккупированных территорий (например, в 1942 г. на Кубани). Многие общины Украины были уничтожены бесследно. Из семидесяти еврейских центров довоенной Украины, судьба которых известна, 43 были уничтожены ещё в 1941 г., а остальные — до середины 1942 г.
После занятия немцами в конце октября 1941 г. почти всего Крыма было убито при активном содействии местного населения около пяти тысяч крымских евреев (крымчаки) и ещё около восемнадцати тысяч еврейских жителей.
В оккупированных Псковской, Смоленской и Брянской областях РСФСР во всех местах со сколько-нибудь значительной концентрацией еврейского населения были созданы гетто и лишь затем начались массовые расстрелы. В Ленинградской и Новгородской областях, на Северном Кавказе и в Крыму (за небольшим исключением) уничтожение еврейского населения проводилось сразу же после захвата населённых пунктов и евреи перед расстрелом концентрировались в определённых зданиях лишь на несколько часов или дней. Однако в Калужской и Калининской областях в результате контрнаступления под Москвой в нескольких населённых пунктах оккупанты не успели уничтожить еврейское население.

### Второй этап
Убийства евреев Юга России и Северного Кавказа начались летом 1942 года после оккупации нацистами этих регионов. 23 июля 1942 года произошло массовое убийство евреев Ростова-на Дону в Змиёвской балке. Около 1100 евреев были убиты в Воронежской области, которая была частично оккупирована нацистами в ходе летнего наступления в 1942 году. В самом Воронеже, в котором накануне войны проживали более 8500 евреев, большинство из них не успели эвакуироваться или переправиться на контролируемый советскими войсками левый берег реки Воронеж, и были расстреляны нацистами 10 августа 1942 года. Всего на территории трёх автономных республик, двух краёв и трёх областей РСФСР, оккупированных летом-осенью 1942 года, погибло около 70 000 евреев.
К весне 1943 года только айнзатгруппами было убито 1,25 млн евреев, а также сотни тысяч представителей других национальностей.

### Третий этап
21 июня 1943 года рейхсфюрер СС Генрих Гиммлер подписал секретный приказ о ликвидации с 1 августа всех гетто в Рейхскомиссариате Остланд и переводе всех оставшихся в живых евреев в концентрационные лагеря.

## Евреи-красноармейцы
До 17 июля 1941 года неизвестны специальные директивы высшего немецкого руководства, направленные против евреев-военнопленных, однако уже в этот период начали происходить их убийства на основании «Директивы о поведении войск в России», предписывавшей «безжалостные и энергичные действия» против евреев в целом (как и некоторых других категорий населения). 17 июля 1941 года вышел военный приказ Рейнхарда Гейдриха, в дополнениях к которому выдвигалось требование выявлять евреев в лагерях военнопленных как «политически ненадёжную группу», подлежащую ликвидации. Иногда военнопленных-евреев убивали на поле боя, в остальных случаях они отделялись от других военнопленных и отправлялись в лагеря военнопленных (порядок мог быть обратным), где в скором времени расстреливались. Как подчёркивает Павел Полян, «Холокост как система физического уничтожения немцами евреев хронологически ведёт своё начало именно с систематического убийства евреев-военнопленных», поскольку такие расстрелы начались уже 22 июня 1941 года, задолго до Ванзейской конференции и на два дня ранее, чем первые акции по уничтожению гражданского еврейского населения. Карел Беркхофф, однако, полагает, что отсчёт Холокоста следует вести как минимум с убийств еврейского населения в Генерал-губернаторстве, начавшихся ещё в 1939 году.
Почти все советские евреи-военнопленные погибли. По мнению сотрудника института «Яд ва-Шем» и автора книги «Плен» доктора Арона Шнеера, этому способствовало то, что евреев часто выдавали немцам свои же сослуживцы. Своё мнение Шнеер подкрепляет многочисленными фактами и свидетельствами. Аркадий Зельцер подтверждает наличие антисемитских настроений в армейской среде, указывая в то же время на наличие офицеров, считавших своим долгом документировать убийства евреев. Начиная с октября 1941 года, определённое количество информации об антиеврейских акциях нацистов попадало и в обязательные для посещения фронтовиками политические лекции; ещё и в 1944 году в подразделениях 3-го Белорусского фронта устраивались публичные обсуждения ситуации с истреблением евреев на оккупированных территориях, где слово часто брали воины еврейской национальности родом из только что освобождённых от оккупантов населённых пунктов. Эти усилия, однако, не должны были противоречить официальной версии о страданиях всех национальностей. Так, на вопрос о причинах особой ненависти нацистов к евреям комиссар Тюменской пехотной школы ответил, что нацисты убивают не только евреев, а и русских, белорусов и украинцев, а в первую очередь — коммунистов, комсомольцев, комиссаров и военнопленных. Воины нееврейской национальности (и даже некоторые евреи, ощущавшие себя скорее советскими интернационалистами) в личных дневниковых записях редко упоминали убийства евреев; напротив, для многих военнослужащих-евреев опыт столкновения с Холокостом стал толчком к развитию этнического самосознания.

## Еврейское сопротивление
Советские евреи принимали активное участие в сопротивлении нацизму. 501 тысяча евреев сражались в Красной Армии, 27 процентов из них были добровольцами, 198 тысяч евреев погибли в боях или умерли от ран. На оккупированной территории евреи создавали партизанские отряды и подпольные организации, вели саботаж и поднимали вооружённые восстания против оккупантов.
В 70 чисто еврейских партизанских отрядах на территории СССР воевало примерно 4000 человек. Всего в партизанских отрядах на территории СССР насчитывалось по разным сведениям от 15 до 49 тысяч евреев. На оккупированной территории СССР в 1942-43 гг. произошло около 20 восстаний в еврейских гетто.

## Спасение евреев
Тысячи граждан СССР на оккупированной территории принимали участие в спасении евреев от геноцида.

## Освещение в советских источниках
В начале Великой Отечественной войны в центральной советской печати достаточно систематически отмечались факты уничтожения нацистами еврейского населения. 24 августа 1941 года в Москве состоялся радиомитинг, в котором приняли участие известные еврейские деятели культуры и науки, которые заявляли об уничтожении советских евреев — как о целенаправленной политике нацистов. С 1942 года, по словам историка Олега Будницкого, эта тема не обсуждалась активно, — хотя и не замалчивалась совсем, — чтобы не способствовать нацистской пропаганде о «еврейском засилье в СССР». В номере газеты «Правда» от 18 декабря 1944 года Илья Эренбург одним из первых назвал цифру 6 миллионов убитых евреев, которая позже была отражена в Большой советской энциклопедии.
Профессор Аркадий Лейзеров считает, что официальная советская пропаганда во время войны целенаправленно замалчивала геноцид евреев на оккупированных территориях. Илья Альтман считает, что основную ответственность за целенаправленное замалчивание геноцида евреев в годы войны несёт начальник Управления агитации и пропаганды ЦК ВКП(б) Георгий Александров, за спиной которого стоял Александр Щербаков. Карел Беркхофф обосновывает гипотезу об отсутствии последовательной и системной политики в отношении освещения Холокоста в годы войны даже на уровне центральных органов власти (так, в январе 1942 года на передовице газеты «Правда» Сталин, комментируя оказавшуюся в его распоряжении директиву о поведении немецких войск в СССР, избегает любых упоминаний о евреях (которые были опущены и в напечатанном там же дословном переводе директивы); в то же время в августе 1944 года вышеупомянутый Щербаков лично отредактировал одну из статей «Правды» о лагере смерти Майданек, вписав в перечень пострадавших национальностей отсутствовавших в первоначальном варианте текста евреев). Беркхофф, однако, отмечает наличие некоторых тенденций в освещении Холокоста в годы войны: если в 1941—1942 годах упоминались в основном страдания евреев на территории СССР, то в 1943—1944 годы акцент, наоборот, смещается в пользу освещения судьбы еврейского населения за границей (что отчасти было связано с налаживанием контактов с западными союзниками). Среди факторов, препятствовавших более подробному освещению Холокоста, исследователь называет нежелание подыгрывать нацистской пропаганде (характерное и для западных журналистов), наличие антисемитских настроений в среде населения и самих советских руководителей, общий дефицит печатных площадей. Более откровенными были советские СМИ, издававшиеся на идише, польском, немецком языках (часто в расчёте на иностранную аудиторию). Всё же в целом в годы войны, утверждает историк, советское население имело возможность по материалам прессы получить впечатление о тотальном уничтожении евреев нацистами. Особенно часто сведения о Холокосте фигурировали в материалах военных корреспондентов, таких как Илья Эренбург и Василий Гроссман; публиковались также соответствующие пресс-релизы западных правительств и отчёты Чрезвычайной государственной комиссии по расследованию преступлений оккупантов. Перелом в этом процессе, приведший в конечном счёте к замалчиванию Холокоста в послевоенном СССР, Беркхофф датирует первой половиной 1945 года — публичным осуждением деятельности Эренбурга и показательным отсутствием даже единичных упоминаний о евреях в репортаже Бориса Полевого из лагеря Освенцим.
Ряд источников отмечает, что после окончания войны сущность Холокоста властями СССР намеренно замалчивалась. Профессор Ярослав Грицак отмечает, что Холокост был «одной из главных жертв советской политики ликвидации исторической памяти еврейского народа», он пишет, что согласно советской версии, нацисты и их пособники убивали евреев не за то, что они были евреями, а за то, что они были советскими гражданами.
По данным Павла Поляна во всех документах о преступлениях нацистов в Освенциме от периода освобождения Освенцима и до самого Нюрнбергского процесса упоминалось «уничтожение советских граждан» при полном замалчивании этнической составляющей. Так, в заключении государственного советника юстиции Д. И. Кудрявцева, эксперта и представителя Чрезвычайной государственной комиссии на процессе по делу военных преступников — служебного персонала концлагеря «Освенцим», представленном Верховному трибуналу Польши 13 декабря 1947 года, слово «еврей» вообще отсутствовало. Замену «евреев» на «советских граждан» в документах ЧГК проводил также сам Георгий Александров. В 1947 году была прекращена печать подготовленной к публикации под руководством Ильи Эренбурга и Василия Гроссмана «Чёрной книги» о преступлениях против евреев и их судьбах в годы войны. В 1964 году в издательстве «Молодая гвардия» вышла документальная повесть В. Р. Томина и А. Г. Синельникова «Возвращение нежелательно» о нацистском лагере смерти «Собибор», в котором уничтожались почти исключительно евреи — слово «еврей» на страницах книги не упомянуто ни разу.
В то же время, как указывает Будницкий, советская Чрезвычайная государственная комиссия, созданная с целью расследования нацистских преступлений, собирала и документировала сведения об убийствах еврейского населения, для этого в её вопроснике был специальный пункт. В СССР было осуждено большее количество нацистских преступников, чем любой другой стране мира, среди них были и убийцы евреев. Часть таких судов были открытыми, и на них публично говорилось о фактах преступлений против евреев.
В 1965 году на 3-й Международной конференции по истории движения Сопротивления, состоявшийся в Карловых Варах в совместном докладе советских историков Болтина Е. Л., Шевченко Ф. П. и Краченко И. С. было сказано, что «правовое положение белорусов, а также другого нееврейского населения Минска мало чем отличалось от положения евреев». Аркадий Лейзеров называет этот тезис «чудовищным», а Иегуда Бауэр писал: «кто не видит … разницы между положением евреев и остальных народов — тот искажает реальную историю». Некоторые советские пропагандисты с конца 1960-х годов выдвигали также тезис о том, что в уничтожении евреев нацистам помогали сионисты; журналист «Огонька» Л. Корнеев использовал для этой цели даже изданную в Женеве неонацистскую брошюру.
Характеризуя причины послевоенной информационной политики в СССР в вопросе освещения Холокоста, Олег Будницкий отмечает, что одной из основных идеологических идей советского руководства в отношении войны была идея о единстве советского народа, и в соответствии с ней отдельной памяти о войне у какого-либо народа не должно было быть. Советская власть опасалась роста национализма, в том числе еврейского, особенно после образования государства Израиль. Рост антисемитизма — среди как государственного аппарата, так и широких слоёв населения — в военные и особенно послевоенные годы сделал невозможным официальное увековечивание памяти жертв Холокоста. Ещё одной причиной, по которой советская власть не хотела публичного обсуждения данного вопроса, было участие в убийствах евреев коллаборационистов: прибалтийских, украинских, отчасти белорусских. Советская власть боролась с националистами и не хотела, чтобы эти проблемы дебатировались при обсуждении преступлений против евреев.

## Увековечивание памяти жертв
По описанным выше причинам попытки увековечить память жертв Холокоста наталкивались на противодействие властей. На памятниках погибшим евреям вместо слова «евреи» писали «мирные жители» или «советские граждане». Как пишет Олег Будницкий, на Украине «власти пригрозили сровнять с землёй все обелиски, на которых звезда Давида не будет заменена пятиконечной советской звездой». Аналогичные проблемы были в Белоруссии
Памятники жертвам Холокоста с указанием их национальной принадлежности в основном появились после распада СССР в государствах Балтии, в России, на Украине и в Белоруссии.
- Памятный знак убитым евреям в Ялте, установленный в советское время. Надпись на памятнике: «Здесь 18 декабря 1941 года было расстреляно фашистами около 2000 мирных жителей Ялты.» Рядом находится памятный знак, установленный в постсоветский период.
- Памятный знак, установленный рядом в постсоветский период. Надпись на памятнике: «Здесь в декабре 1941 г. были расстреляны нацистами более 2000 евреев г. Ялты».